# Eubazus gigas
Eubazus gigas är en stekelart som först beskrevs av Josef Fahringer 1925.  Eubazus gigas ingår i släktet Eubazus och familjen bracksteklar. Inga underarter finns listade i Catalogue of Life.